# Phil Campbell (muzyk)
Philip Anthony Campbell (ur. 7 maja 1961 w Pontypridd) – walijski gitarzysta heavymetalowy. W latach 1984–2015 członek brytyjskiej grupy Motörhead. Muzyk kontynuuje działalność artystyczną w zespole Panda Party oraz autorskim projekcie pod nazwą Phil Campbell and the Bastard Sons.

## Życiorys
Campbell zaczął grać na gitarze w wieku 10 lat zainspirowany takimi muzykami jak Jimi Hendrix, Tony Iommi, Jimmy Page, Michael Schenker, czy Todd Rundgren. Gdy miał 12 lat zdobył po koncercie grupy Hawkwind autograf Lemmy’ego Kilmistera. Jako trzynastolatek grał półprofesjonalnie z grupą kabaretową w południowej Walii.
W 1979 założył heavymetalową grupę Persian Risk. Nagrał z zespołem 2 single – "Calling For You" (1981) i "Ridin’ High" (1983).
W 1984, po odejściu z Motörhead Briana Robertsona, Lemmy Kilmister (frontman zespołu) ogłosił przesłuchania na nowego gitarzystę. Ostatecznie zatrudnił dwóch gitarzystów – Phila Campbella oraz Michaela Burstona znanego jako Würzel. Campbell pozostał stałym członkiem Motörhead do śmierci lidera zespołu - Lemmy’ego w 2015 roku.
Żonaty, ma troje dzieci.

## Instrumentarium
- LAG S1000PC-HOS Phil Campbell Signature[4]

## Dyskografia
| Album                                                     | Rok  | Uwagi                                     | Źródło |
| --------------------------------------------------------- | ---- | ----------------------------------------- | ------ |
| Killers On The Loose Again - A Tribute To Thin Lizzy      | 2000 | gitara w utworach "Emerald" i "Jailbreak" | [ 5 ]  |
| Numbers from the Beast: An All Star Salute to Iron Maiden | 2005 | gitara w utworze "The Trooper"            | [ 6 ]  |
| Thriller: A Metal Tribute To Michael Jackson              | 2013 | gitara w utworze "Billy Jean"             | [ 7 ]  |

## Nagrody i wyróżnienia
| Rok  | Kategoria    | Tytułem       | Nagroda                         | Nota | Źródło |
| ---- | ------------ | ------------- | ------------------------------- | ---- | ------ |
| 2016 | Riff Lord    | Phil Campbell | Metal Hammer Golden Gods Awards | Laur | [ 8 ]  |
| 2016 | God of Riffs | Phil Campbell | Metal Hammer Awards             | Laur | [ 9 ]  |

## Filmografia
| Tytuł             | Rok  | Rola        | Uwagi                                                    | Źródło |
| ----------------- | ---- | ----------- | -------------------------------------------------------- | ------ |
| "In a Metal Mood" | 1996 | jako on sam | film dokumentalny, reżyseria: Matt Vain                  | [ 10 ] |
| "Lemmy"           | 2010 | jako on sam | film dokumentalny, reżyseria: Greg Olliver, Wes Orshoski | [ 11 ] |
| "Hair I Go Again" | 2016 | jako on sam | film dokumentalny, reżyseria: Steve McClure              | [ 12 ] |